# اریک نوریس
اریک اسکات نوریس (به انگلیسی: Eric Scott Norris) با نام هنری اریک نوریس زاده ۲۰ مه ۱۹۶۴ راننده سابق اتومبیل رانی و بدلکار آمریکایی است. وی در مسابقات قهرمانی سری نسکار وینستون وست در سال ۲۰۰۲ شرکت کرد.

## زندگی شخصی
نوریس متولد ردوندو بیچ، کالیفرنیا است و همچنین او پسر ستاره فیلمهای رزمی و اکشن دهه ۱۹۸۰ آمریکا چاک نوریس می‌باشد.

## کارگردانی
نوریس ۱۷ قسمت از سریال‌های واکر، رنجر تگزاس را کارگردانی کرد.
همچنین نوریس تله فیلم‌های آقای رئیس‌جمهور (۲۰۰۰) و آقای رئیس جمهور ۲ (۲۰۰۲) را نیز کارگردانی کرده‌است.

## بازیگری
- نیروی دلتا (۱۹۹۰)
- سرباز جهانی (۱۹۹۲)
- نجات من (۱۹۹۲)
- ضربه جانبی (۱۹۹۲)
- سگ برتر (۱۹۹۵)
- نگهبان (۲۰۰۶)